# Le coin de table
Le coin de table è un dipinto dell'artista francese Henri Fantin-Latour.
L'opera rappresenta la conclusione di una cena immaginaria cui partecipano otto personaggi, e venne esposta al Salon del 1872.
I primi seduti da sinistra sono Paul Verlaine con il bicchiere in mano e il giovane Arthur Rimbaud dal viso grazioso rivolto verso Verlaine. Rimbaud dà le spalle a sei personaggi; i primi tre seduti sono: Léon Valade, Ernest d'Hervilly e Camille Pelletan; gli altri tre in piedi sono: Elzear Bonnier, Emile Blémont e Jean Aicard. Tranne Pelletan che è un politico, tutti gli altri sono poeti e vengono rappresentati con vestiti neri.
Il vaso di fiori sulla destra rimpiazza il poeta Albert Mérat che non volle essere rappresentato, soprattutto a causa dei dissapori con Rimbaud.
Il dipinto entrò in possesso di uno dei poeti raffigurati, Emile Blémont, il quale nel 1910 lo donò al Museo del Louvre. Successivamente il quadro venne trasferito al Museo d'Orsay.